# Hardeberga kyrka

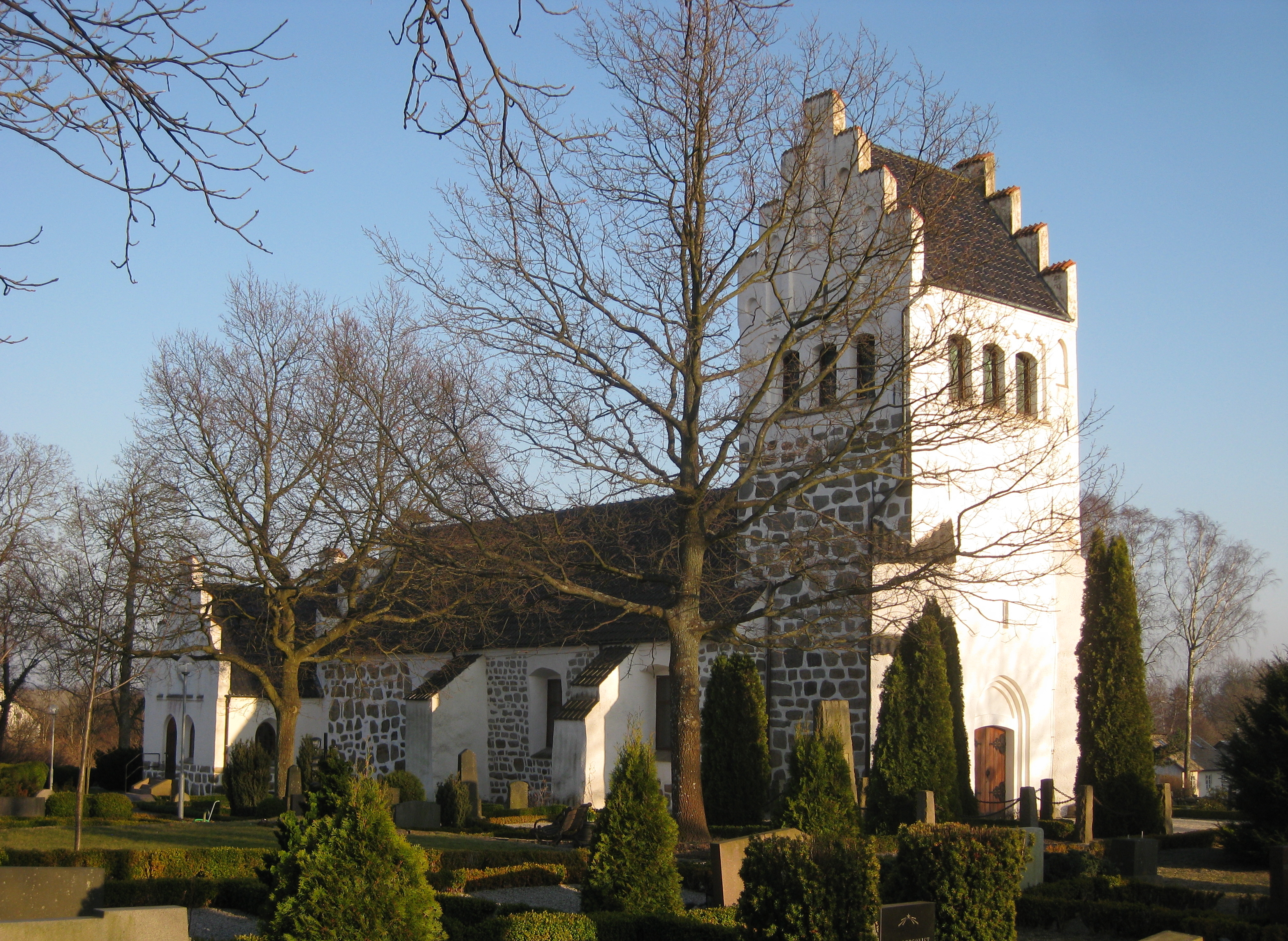
Exteriör från nordväst

Hardeberga kyrka är en kyrkobyggnad i byn Hardeberga, som tillhör Södra Sandby församling i Lunds stift.

## Kyrkobyggnad
Kyrkan byggdes på slutet av 1100-talet. Senare under medeltiden byggdes en förlängning österut, kyrkan välvdes samt tornet och vapenhuset byggdes. Kyrkan är uppförd av lokal hardebergasandsten, murad med mindre stenar i den äldre delen, och i större stenar under senmedeltid.
Åren 1909–10 genomfördes en omfattande restaurering, varvid tornet tillbyggdes. Bakom denna ombyggnad stod Theodor Wåhlin.
Kyrkogården inhägnas av en häck och en kallmur.

## Inventarier
I kyrkan finns en altaruppsats från början av 1600-talet och en dopfunt från medeltiden. De medeltida väggfasta sittbänkarna i vapenhuset finns kvar. Takmålningarna är gjorda 1909 av dekorationsmålare Gottfrid Pettersson. På den medeltida kyrkklockan, omgjuten 1846, fanns det en medeltida runinskrift på latin med signum DR 299 M, som i översättning lydde "Genom detta korstecken skall allt ont fly långt härifrån". 2003 upptäcktes en medeltida runinskrift på den norra kyrkväggen som i översättning lyder "Jag Niklis Tues av Hardeberga och Knut Has. Jag betraktar allt".

### Orgel
- Den nuvarande orgeln byggdes 1978 av K Anderssons Orgelservice, Sjöbo och är en mekanisk orgel. 1982 gjorde J. Künkels Orgelverkstad AB, Lund något med orgeln.

| Huvudverk I   | Svällverk II      | Pedal           | Koppel |
| Rörflöjt 8´   | Gedackt 8'        | Subbas 16´      | I/P    |
| Principal 4´  | Koppelflöjt 4'    | Gedacktflöjt 4' | II/P   |
| Blockflöjt 2' | Principal 2'      | Kvintadena 4'   | II/I   |
| Scharf III    | Nasat 1 1/3'      |                 |        |
|               | Sesquialtera II   |                 |        |
|               | Tremulant         |                 |        |
|               | Crescendosvällare |                 |        |

## Fotogalleri

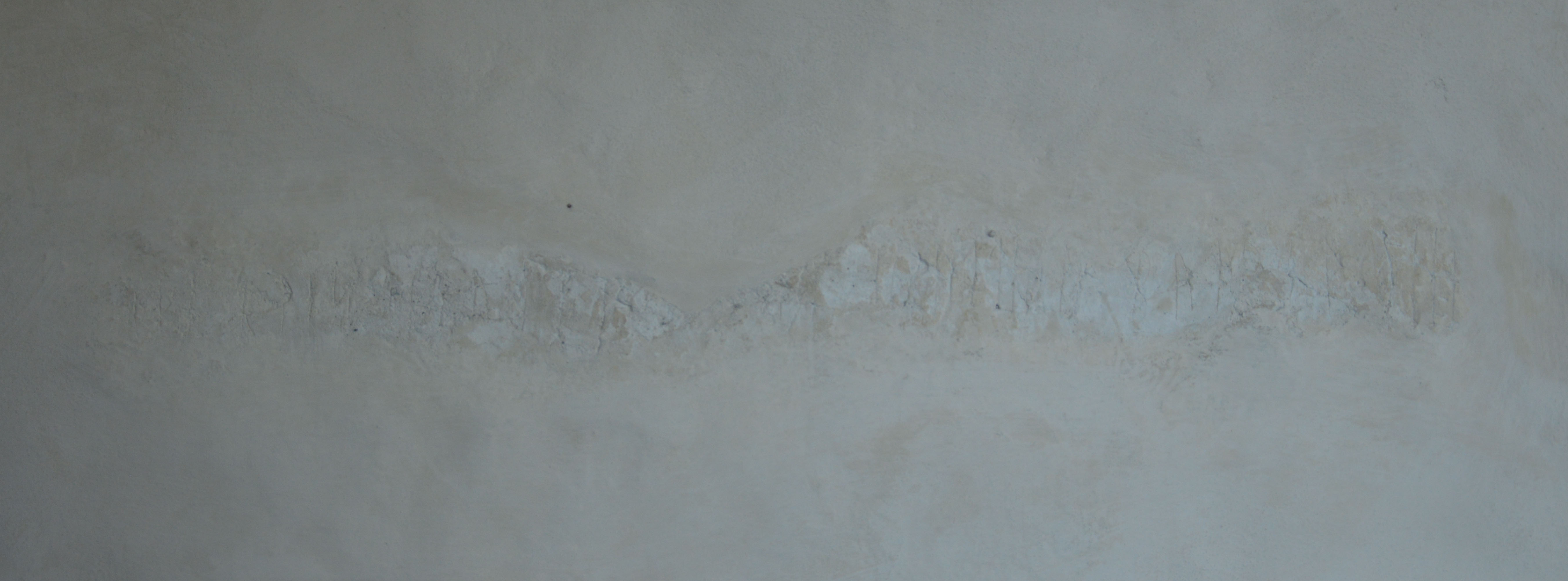
Medeltida runinskrift på norra kyrkväggen.
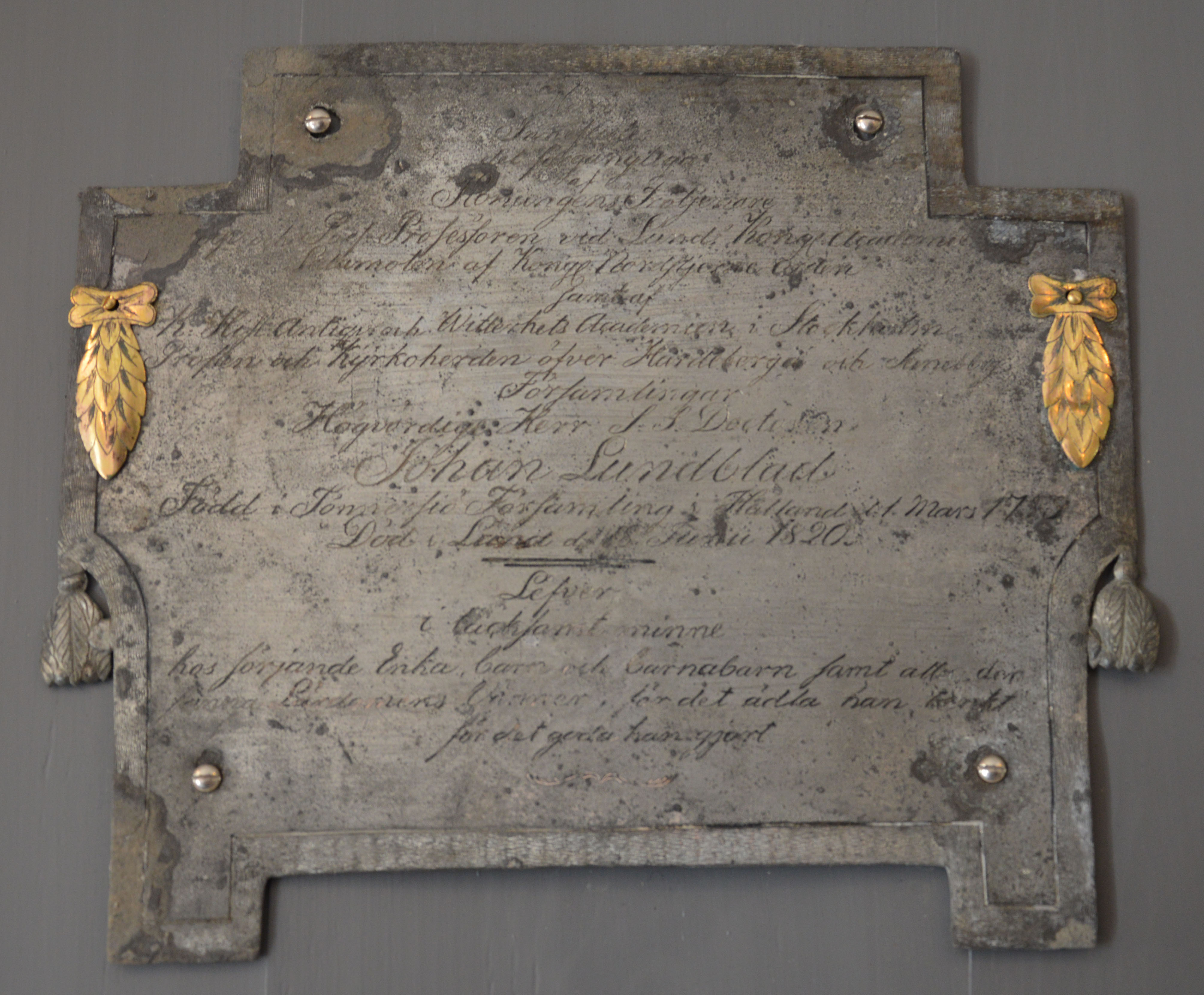
Johan Lundblads kistplåt, som finns bevarad i vapenhuset.